# Zamczysko w Braciejowej
Zamczysko w Braciejowej – jeden z dwóch grodów znajdujących się w miejscowości Braciejowa. Znajduje się na wzniesieniu w lesie. Datowane na XIII wiek. Pełniło funkcję strażnicy. Do czasów współczesnych zachowały się fragmenty wałów i fosy. Obiekt w dużej mierze został zniszczony przez kamieniołom. 